# Magreb
Magreb (en árabe المغرب al-Maġrib; en bereber, Tamazgha) es la adaptación al español de una voz árabe que significa «lugar por donde se pone el sol», el Poniente, la parte más occidental del mundo árabe. 
También conocido como noroeste de África, Magreb árabe (المغرب العربي al-Maghrib al-'Arabi) o Berbería, es una subregión del norte de África que es efectivamente una parte occidental del mundo árabe y es predominantemente musulmana. La región incluye Argelia, Libia, Mauritania (parte de África occidental), Marruecos, Túnez y Sahara Occidental, menos este último son todos los Estados miembros de la Unión del Magreb Árabe (UMA). A partir de 2018, la región tenía una población de más de 100 millones de personas.
El Magreb generalmente se define como gran parte del norte de África, incluida una gran parte del desierto del Sahara de África, pero excluye Egipto y Sudán, que se consideran en el Máshrek, la parte oriental del mundo árabe. La definición tradicional del Magreb, que lo restringió a las montañas del Atlas y las llanuras costeras de Marruecos, Argelia, Túnez y Libia, se amplió mediante la inclusión de Mauritania y el territorio en disputa del Sáhara Occidental.
Antes del establecimiento de estados nacionales modernos en la región durante el siglo xx, Maghreb se refería más comúnmente a un área más pequeña, entre el mar Mediterráneo y las montañas del Atlas en el sur. A menudo también incluía el territorio del este de Libia, pero no la Mauritania moderna. Tan recientemente como a fines del siglo xix, el término "Magreb" se usaba para referirse a la región del Mediterráneo occidental del norte de África costera en general, y a Argelia, Marruecos y Túnez, en particular.
Durante el gobierno del reino bereber de Numidia, la región se unificó como una entidad política independiente. Este período fue seguido por un primer dominio o influencia del Imperio romano. Los vándalos germánicos invadieron después de eso, seguidos por el igualmente breve restablecimiento de un débil gobierno romano por el Imperio bizantino. Los califatos islámicos llegaron al poder bajo el califato omeya, el califato abasí y el califato fatimí. El mando más duradero fue el de los imperios bereberes locales de la dinastía almorávide, el califato almohade, Hamaditas, Ziríes, dinastía meriní, dinastía Zayyanid y sultanato wattásida, que se extiende desde el siglo viii al xiii. El Imperio otomano durante un período también controló partes de la región.
Argelia, Libia, Mauritania, Marruecos y Túnez establecieron la Unión del Magreb Árabe en 1989 para promover la cooperación y la integración económica en un mercado común. Inicialmente fue concebido por Muammar Gaddafi como un superestado.[cita requerida] La unión incluyó al Sáhara Occidental implícitamente bajo la membresía de Marruecos, y puso fin a la larga guerra fría de Marruecos con Argelia sobre este territorio. Sin embargo, este progreso fue de corta duración y el sindicato ahora está inactivo.
Las tensiones entre Argelia y Marruecos sobre el Sáhara Occidental reaparecieron, reforzadas por la disputa fronteriza sin resolver entre los dos países. Estos dos conflictos principales han obstaculizado el progreso en los objetivos conjuntos del sindicato y prácticamente lo han dejado inactivo en su conjunto. La inestabilidad en la región y las crecientes amenazas de seguridad transfronterizas revivieron los llamados a la cooperación regional. En mayo de 2015, los ministros de Asuntos Exteriores de la Unión del Magreb Árabe declararon la necesidad de una política de seguridad coordinada en la 33.ª sesión de la reunión del comité de seguimiento; Esto revivió la esperanza de alguna forma de cooperación.

## Toponimia
En castellano el nombre que recibe esta región es «Magreb» (en árabe: المغرب al-Maġrib). Las grafías Maghrib o Maghreb, empleadas en inglés y francés con el dígrafo "gh", tratan de transcribir el fonema /ɣ/. Antiguamente se utilizaron también las transcripciones desusadas Mogreb y su gentilicio mogrebí.
Tradicionalmente se ha llamado Magreb a la región de África del Norte que comprende los países de Marruecos, Túnez y Argelia, Libia aunque a veces se incluye también a Mauritania. El opuesto al Magreb se denomina Máshrek o Levante.  
Al-Magrib es también el nombre árabe de Marruecos, país que en otro tiempo era llamado Al-Magrib al-Aqsà, esto es, el Extremo Magreb o Extremo Poniente. Por esta razón, en árabe se usan actualmente diferentes expresiones para distinguir Marruecos del Magreb, que han pasado a otras lenguas como calcos. La más habitual en castellano es Gran Magreb, que también se emplea para distinguir el Magreb reducido o histórico (Argelia, Marruecos y Túnez) de lo que actualmente se considera Magreb. También se utiliza la expresión Magreb Árabe en el mismo sentido, aunque su significado es confuso, ya que da a entender que se contrapone a un Magreb no árabe: en realidad aquí hay que entender Magreb no como nombre propio, sino con su significado literal en árabe; así, la traducción exacta de la expresión es Poniente Árabe, esto es, la parte más occidental del mundo árabe. Como entidad política, existe la Unión del Magreb Árabe (UMA), que agrupa a todos los países de la zona (el Sáhara Occidental como parte de Marruecos). 
Por contraposición a Magreb, los movimientos nacionalistas amazigs o bereberes utilizan el término Tamazgha.

## Geografía física
El Magreb está limitado por el mar Mediterráneo al norte, el océano Atlántico al oeste y el desierto del Sáhara al sur. La gran cordillera del Atlas se extiende por su zona occidental. Es una región de clima mediterráneo, con un índice reducido de precipitaciones, salvo en las zonas montañosas. En la antigüedad se dividía en tres partes de oriente a poniente: Al-Magrib al-Adnâ que comprendía desde Trípoli hasta Bugía, al-Magrib al-Awsat que abarcaba desde Bugía hasta los Montes Taza del Atlas Medio y el Magrib lejano que iba desde los Montes Taza hasta el Atlántico.

## Geografía humana

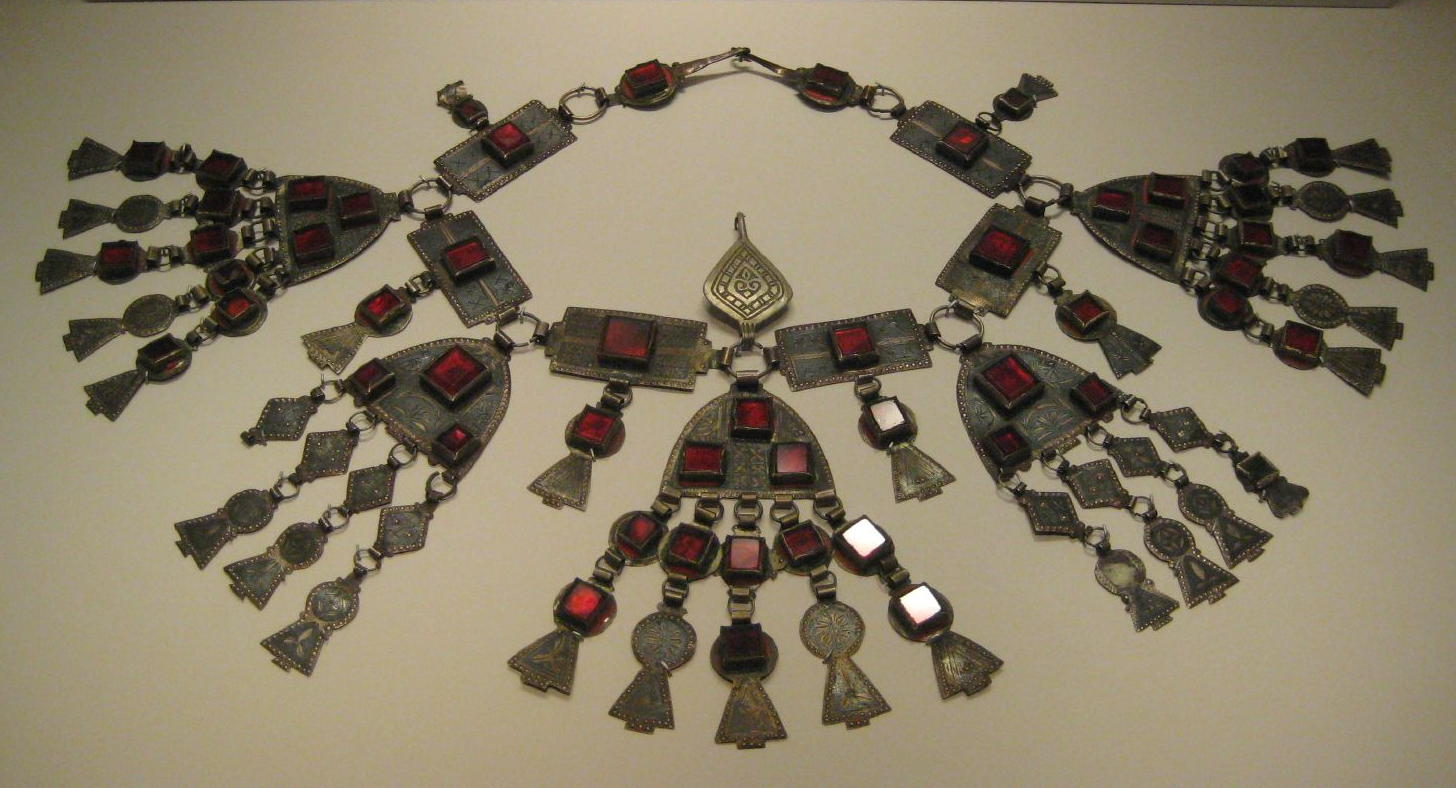
Adorno magrebí del para la cabeza (Marruecos).

La población total de los cinco países actualmente considerados parte del Magreb, incluyendo los territorios del Sáhara Occidental, era en el año 2007, según estimaciones de la CIA, de unos 87 056 145 habitantes.
Los habitantes originales del Magreb eran los amazig, generalmente llamados bereberes en castellano. Su lengua se llama genéricamente tamazight, aunque existe desacuerdo acerca de si sus distintas variantes deben considerarse dialectos o lenguas. Con la llegada de los árabes en el siglo VII, la población del Magreb se convierte al islam y empieza un proceso de arabización lingüística y cultural. El Magreb ha recibido a lo largo de su historia varias oleadas migratorias que han dejado huella en sus diferentes culturas. Aparte de la afluencia de pueblos árabes procedentes de oriente (como la célebre tribu de los Banu Hilal), es destacable la de andalusíes y moriscos, principalmente asentados en Túnez y en zonas específicas de Marruecos como Fez, Tetuán, Chauen o Rabat. La pertenencia de gran parte del Magreb al Imperio otomano, así como las colonizaciones francesa (principalmente), italiana en Libia y española en el norte de Marruecos y el Sáhara Occidental, han dejado también su huella.

### Las ciudades del Magreb
Siguiendo un criterio cronológico, es posible distinguir cuatro generaciones de ciudades en  el  Magreb: cartaginesa,  romana,  árabe-islámica  y  europea.  Las ciudades cartaginesas (principalmente asentamientos comerciales) y romanas tienen en la actualidad un carácter únicamente arqueológico. Por su parte, la ciudad árabe-islámica o «medina» ha mantenido hasta 
hoy muchos aspectos del modo de vida urbana del Magreb histórico.

## Lenguas del Magreb

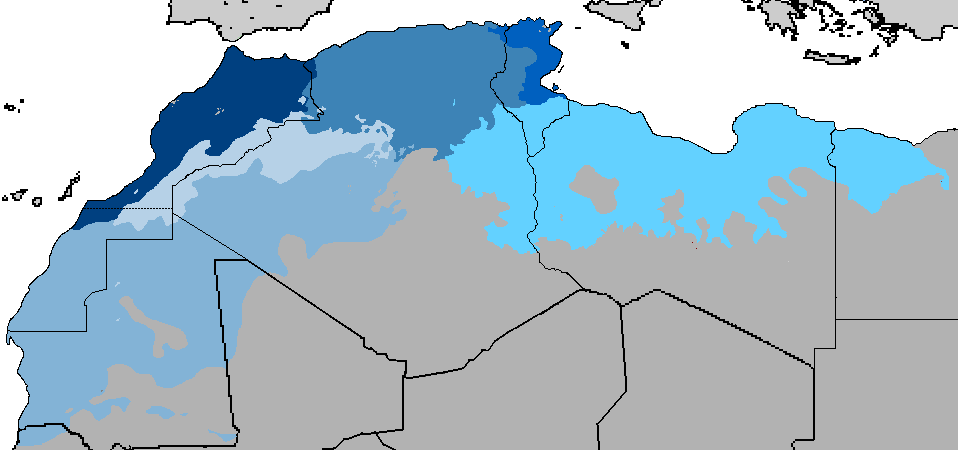
Principales variedades del árabe magrebí.

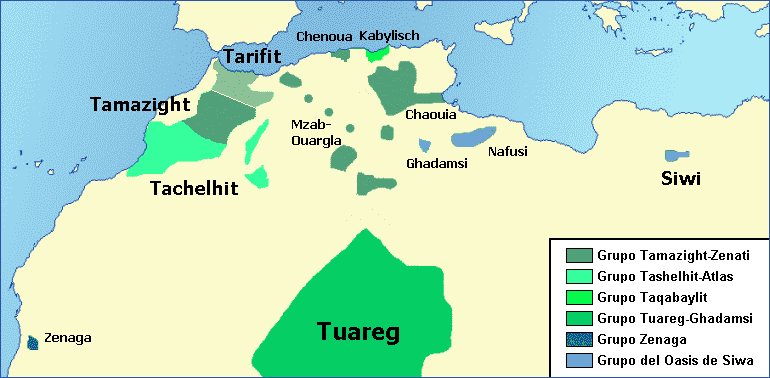
Lenguas bereberes.

En la actualidad la mayor parte de los magrebíes hablan árabe magrebí, aunque también existe un porcentaje de hablantes del idioma bereber (unos 30 millones de hablantes). El árabe hablado en el Magreb tiene notables diferencias con los dialectos árabes orientales, y a su vez se compone de hablas muy diversas. El árabe estándar o literario es lengua oficial en todos los Estados magrebíes. La segunda lengua es el francés en todos los países excepto en Libia y en el Sahara Occidental; esta última tiene como segunda lengua el español. 
Las estimaciones para los hablantes de las lenguas bereberes varían entre 45 y 55 millones de hablantes de alguna variante como lengua materna. Sin contar la población tuareg estimada en Malí y Níger, los hablantes de lenguas bereberes en los cinco países del Magreb suman entre un 55 % y un 65 % de la población. No obstante, hay que mencionar que la inmensa mayoría de dichos hablantes viven en Argelia o Marruecos, siendo más limitada su presencia en Libia y Túnez, y casi nula en el caso de Mauritania.
- Marruecos:
  - Árabe magrebí-Árabe marroquí y otras variedades de árabe magrebí
  - bereber septentrional
  - Francés
  - Español
- Sahara Occidental:
  - Árabe magrebí-Árabe hassaniya y otras variedades de árabe magrebí
  - Español
  - bereber septentrional
- Túnez
  - Árabe magrebí-Árabe tunecino y otras variedades de árabe magrebí
  - Francés
  - bereber septentrional
- Argelia
  - Árabe magrebí-árabe argelino y otras variedades de árabe magrebí
  - bereber tamazight (oficial)
  - bereber meridional (tuareg)
  - Francés
- Mauritania
  - Árabe magrebí-Árabe hassaniya.
  - Bereber zenaga
  - Wólof (oficial),
  - Fula o pular (no oficial)
  - Soninké (no oficial)
  - Francés (no oficial)
- Libia
  - Árabe magrebí-Árabe libio y otras variedades de árabe magrebí
  - bereber oriental
  - Italiano
  - Inglés
- España (Ceuta, Melilla y plazas de soberanía)
  - Español (oficial)
  - Árabe magrebí-Árabe marroquí (no oficial)
  - bereber septentrional (no oficial)
  - Francés (no oficial)

## Religión

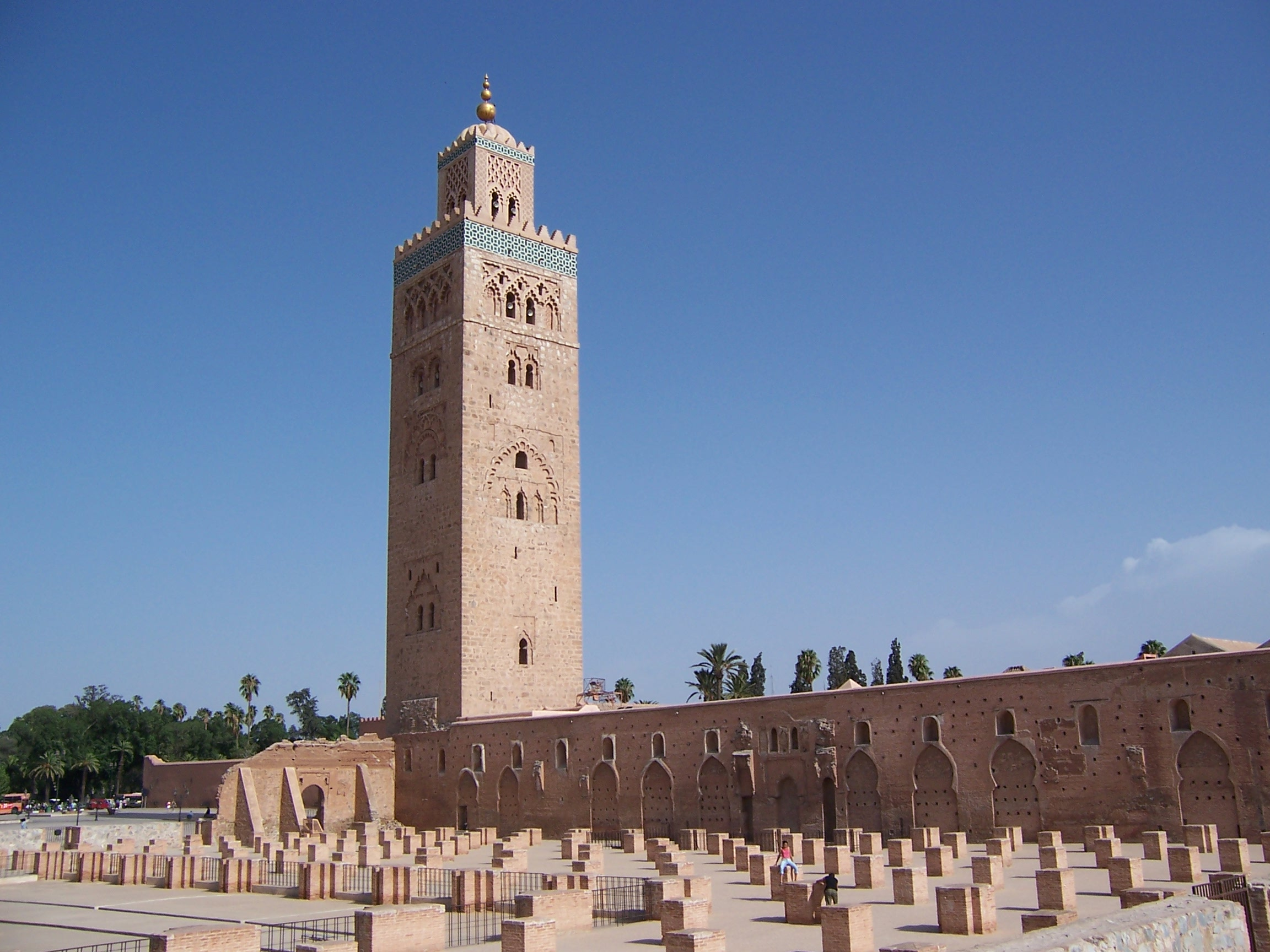
Mezquita Kutubia en Marrakech

Los magrebíes pertenecen a la rama suní del islam, y habitualmente practican el rito malikí. Las minorías religiosas son muy exiguas: en el desierto argelino existen pequeñas comunidades musulmanas jariyíes (rama del islam antaño muy presente en la zona y hoy casi extinta). Sobreviven también pequeñas comunidades judías, que en otro tiempo fueron numerosas, sobre todo en Marruecos, pero que quedaron muy reducidas tras la emigración de la mayoría de sus miembros a Israel, Francia u otros países a mediados del siglo XX. Las escasas comunidades cristianas están formadas por europeos: en Argelia quedan aún pequeñas congregaciones religiosas francesas, producto de la época colonial.

## Historia

Escudo de la Unión del Magreb Árabe.

La historia del Magreb está vinculada a la historia de los pueblos del Mediterráneo: fenicios (Cartago), la conquista romana, los vándalos, el Imperio bizantino, la expansión del islam, la recuperación y reconquista cristiana española y la posterior expulsión de los musulmanes, la colonización europea, la descolonización y los conflictos territoriales del Sahara. El Magreb islamizado y arabizado vio partir a almohades y almorávides y recibió a los andalusíes y judíos sefardíes expulsados de unas Coronas de Castilla y Aragón totalmente católicas. En 1989 los países del Gran Magreb establecieron un acuerdo de integración comercial, constituyendo la denominada Unión del Magreb Árabe. 

## Demografía
La evolución de la población del Magreb a lo largo de la historia ha sido la siguiente:
- Año 250 a. C. = 3 a 5 millones.[14]
- Año 1 = 4,2 millones.
- Año 1000 d. C. = 5,5 millones.
- Año 1500 = 4,3 millones.
- Año 1600 = 6 millones.
- Año 1700 = 4,8 millones.
- Año 1820 = 6,8 millones.